# Unité urbaine d'Alençon
L'unité urbaine d'Alençon est une unité urbaine française centrée sur la commune d'Alençon, préfecture et ville principale de l'Orne, au cœur de la première agglomération urbaine du département.

## Données globales
En 2010, selon l'INSEE, l'unité urbaine d'Alençon est composée de huit communes, dont six sont situées dans le département de l'Orne, plus précisément dans l'arrondissement d'Alençon, et les deux autres (Arçonnay et Saint-Paterne - Le Chevain) dans le département de la Sarthe, dans l'arrondissement de Mamers. Il s'agit d'une unité urbaine interdépartementale et interrégionale puisqu'elle s'étend sur les deux régions voisines de Normandie et des Pays de la Loire.
Dans le nouveau zonage de 2020, le périmètre est identique.
En 2022, avec 36 784 habitants dans le département de l'Orne (3 987 habitants dans la Sarthe), elle constitue la première unité urbaine de ce département, devançant l'unité urbaine de Flers qui occupe le 2e rang départemental.
Dans la région de Normandie dont elle fait partie, elle occupe le 7e rang régional se situant après l'unité urbaine de Louviers (6e rang régional) et avant l'unité urbaine de Dives-sur-Mer (8e rang régional).
En 2022, sa densité de population s'élève à 577 hab/km2. Toutes les communes formant l'unité urbaine d'Alençon font partie de la communauté urbaine d'Alençon, qui rassemble 31 communes et 55 405 habitants en 2022 ; celle-ci s'étend également au-delà des limites du département de l'Orne, empiétant dans le département voisin de la Sarthe, notamment dans le canton de Mamers.

## Composition de l'unité urbaine en 2020
Elle est composée des huit communes suivantes :
| Nom                        | Code Insee | Département | Statut       | Superficie (km2) | Population (dernière pop. légale) | Densité (hab./km2) | Modifier                                    |
| -------------------------- | ---------- | ----------- | ------------ | ---------------- | --------------------------------- | ------------------ | ------------------------------------------- |
| Alençon (ville-centre)     | 61001      | Orne        | ville-centre | 10,68            | 25 667 (2022)                     | 2 403              | modifier les données · modifier les données |
| Cerisé                     | 61077      | Orne        | banlieue     | 4,42             | 853 (2022)                        | 193                | modifier les données · modifier les données |
| Condé-sur-Sarthe           | 61117      | Orne        | banlieue     | 8,46             | 2 492 (2022)                      | 295                | modifier les données · modifier les données |
| Damigny                    | 61143      | Orne        | banlieue     | 4,81             | 2 425 (2022)                      | 504                | modifier les données · modifier les données |
| Saint-Germain-du-Corbéis   | 61397      | Orne        | banlieue     | 7,52             | 3 648 (2022)                      | 485                | modifier les données · modifier les données |
| Valframbert                | 61497      | Orne        | banlieue     | 13,95            | 1 699 (2022)                      | 122                | modifier les données · modifier les données |
| Arçonnay                   | 72006      | Sarthe      | banlieue     | 7,85             | 1 897 (2022)                      | 242                | modifier les données · modifier les données |
| Saint-Paterne - Le Chevain | 72308      | Sarthe      | banlieue     | 12,93            | 2 090 (2022)                      | 162                | modifier les données · modifier les données |

## Évolution démographique
| 1968   | 1975   | 1982   | 1990   | 1999   | 2010   | 2015   | 2022   |
| ------ | ------ | ------ | ------ | ------ | ------ | ------ | ------ |
| 38 157 | 42 964 | 44 593 | 44 532 | 44 466 | 41 897 | 41 758 | 40 771 |

Après avoir connu une forte croissance démographique entre 1968 et 1982 où, à cette dernière date, elle atteint son maximum démographique, l'unité urbaine d'Alençon enregistre une baisse démographique continue depuis 1999, au point qu'au recensement de 2022, son chiffre de population est inférieur à celui de 1975.

## Pour approfondir